# اچ‌ام‌ای‌اس مایتلند (ای‌سی‌پی‌بی ۸۸)
اچ‌ام‌ای‌اس مایتلند (ای‌سی‌پی‌بی ۸۸) (به انگلیسی: HMAS Maitland (ACPB 88)) یک کشتی است که طول آن ۵۶٫۸ متر (۱۸۶ فوت) می‌باشد. این کشتی در سال ۲۰۰۶ ساخته شد.